# Abercorn FC
Abercorn FC is een Schotse voormalige voetbalclub uit Paisley in Renfrewshire.
De club werd opgericht op 10 november 1877, enkele maanden na de eveneens uit Paisley afkomstige voetbalclub St. Mirren. Abercorn begon met tweehonderd leden. Het tenue van de spelers was blauw met witte strepen. Thuiswedstrijden werden de eerste twee jaar in East Park gespeeld en daarna tot 1889 in Blackstoun Park. Vervolgens verhuisde de club naar Underwood Park. In 1899 verhuisde de club andermaal, dit keer naar Old Ralston, en in 1909 werd New Ralston Park de nieuwe locatie.
In 1887 bereikte Abercorn de halve finale van de Scottish Cup, maar de club verloor daarin met 1-10 tegen Cambuslang FC – de gedeelde zwaarste nederlaag uit de Schotse bekergeschiedenis voor een wedstrijd in de halve finale.
Abercorn was in 1890/91 medeoprichter van de Scottish Football League en eindigde daarin het eerste seizoen als zevende van de tien clubs. Wel eindigde de club één plaats hoger dan rivaal St. Mirren. Tot 1915 speelde Abercorn in de League, met vier seizoenen in de hoogste klasse en 21 in de tweede klasse (First Division). Tweemaal werd Abercorn kampioen in de tweede klasse, maar de club stond bijna altijd in de schaduw van St. Mirren. Na het laatste seizoen in 1915 verhuisde de club naar de Western League.
In 1913 won Abercorn wel de Scottish Qualifying Cup. In de halve finale kwamen er zevenduizend toeschouwers naar hun wedstrijd tegen Nithsdale Wanderers.
Tot 1920 speelde Abercorn in de Western League. Daarna verliep de huur van New Ralston Park, die niet werd verlengd, wat het einde voor de club betekende. Alhoewel de club in 1920/21 in geen enkele competitie speelde, nam Abercorn wel nog deel aan de beker. Tweeduizend toeschouwers zagen de laatste wedstrijd van Abercorn tegen Vale of Leven, die ze met 8-2 verloren.
Abercorn bleef lid van de Schotse voetbalbond tot 29 maart 1922, het moment waarop ze uitgesloten werden omdat ze geen eigen terrein hadden. Dit was de laatste doodsteek, alhoewel de club al in 1920 zijn laatste wedstrijd had gespeeld.